# Pont Valentré
Pont Valentré (occitanska: Pont de Balandras) är en bågbro från 1300-talet som spänner över floden Lot, väster om staden Cahors i södra Frankrike. Bron som byggdes under åren 1308-1378 har blivit en symbol för staden.

## Historik
Efter beslutet togs att bygga bron den 30 april 1306, började byggnationen den 17 juni 1308, som pågick åren 1308 till 1378 med sex gotiska valv och tre kvadratiska torn. Det öppnade för användning 1350. Den var ursprungligen befäst i båda ändar, men det västra tornet finns inte kvar.
Bron byggdes ursprungligen på grund av det fransk-engelska hundraåriga krigetoch genomgick en större restaurering åren 1867 till 1879 av Paul Gout. Bron klassificerades 1998 som ett världsarv.

## Legenden om Pont Valentré

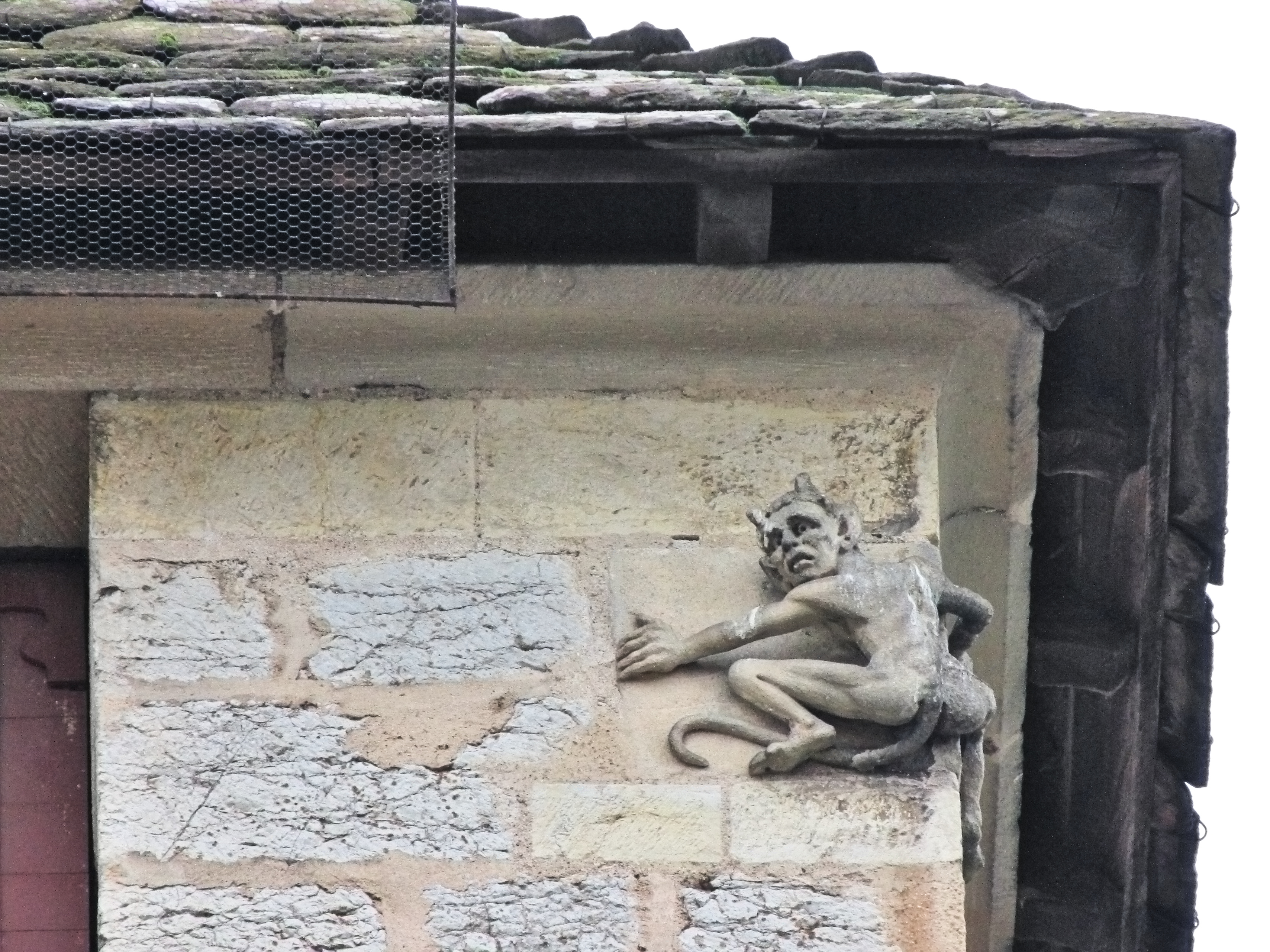
Staty av en djävulsk imp, tillagd under 1879 års restaurering.

Byggandet av bron pågick i 70 år. I lokal folktro sägs det att arbetsledaren, irriterad över arbetets långsamma takt, undertecknade en pakt med Djävulen. I pakten lovade djävulen att använda sina färdigheter för att påskynda arbetet och, om han utförde alla förmannens order, skulle hans (förmannens) själ vara förverkad.
Efter att ha sett bron byggd i tid, ångrar arbetsledaren sitt beslut och utfärdar en sista order till djävulen att gå och samla vatten till de andra arbetarna med hjälp av en såll. Som hämnd för att ha blivit lurad skickar Djävulen en demon varje natt för att lossa den sista stenen i det centrala tornet (känd som Djävulens torn) för att säkerställa att bron aldrig blir färdig och måste repareras varje dag.
Under restaureringen av bron 1879 satte arkitekten Paul Gout in en sten med den skulpterade bilden av en impon i det centrala tornet. Som ett resultat, enligt den uppdaterade legenden, förvirras djävulen varje gång han kontrollerar att hans vandalisering har utförts, så att han tror att stenbilden är en av hans demoner som har till uppgift att demontera bron.